# Springvale (condado de Columbia, Wisconsin)
Springvale es un pueblo ubicado en el condado de Columbia en el estado estadounidense de Wisconsin. En el Censo de 2010 tenía una población de 520 habitantes y una densidad poblacional de 4,87 personas por km².

## Geografía
Springvale se encuentra ubicado en las coordenadas 43°30′12″N 89°11′21″O / 43.50333, -89.18917. Según la Oficina del Censo de los Estados Unidos, Springvale tiene una superficie total de 106.67 km², de la cual 105.46 km² corresponden a tierra firme y (1.14%) 1.22 km² es agua.

## Demografía
Según el censo de 2010, había 520 personas residiendo en Springvale. La densidad de población era de 4,87 hab./km². De los 520 habitantes, Springvale estaba compuesto por el 97.88% blancos, el 0% eran afroamericanos, el 0.19% eran amerindios, el 0.19% eran asiáticos, el 0.77% eran isleños del Pacífico, el 0.19% eran de otras razas y el 0.77% pertenecían a dos o más razas. Del total de la población el 1.15% eran hispanos o latinos de cualquier raza.